# リッチドッグ
リッチドッグは、ソニー・ミュージックアーティスツ（SMA NEET Project）に所属していたお笑いコンビ。YouTuber。2010年1月30日結成。

## メンバー
宮本 裕平（みやもと ゆうへい、1988年3月7日 - ）
ボケ・ネタ作り担当。未婚。身長178cm、体重70kg、血液型O型
立ち位置は向かって右。兵庫県出身。
山中 陽裕（やまなか ようすけ、1987年12月21日 - ）
ツッコミ担当。未婚。身長180cm、体重87kg、血液型A型
立ち位置は向かって左。三重県伊賀市出身。
日生学園第一高等学校卒業で、浜田雅功の後輩。在学中は野球部に所属。

## 来歴
- 2007年、「スマキチ」を結成。

都内のライブを中心に活動。宮本が矢沢永吉、山中がSMAPが好きで頭文字を合わせたのが由来。
- 2008年、ライブ優勝や太田プロダクションの芸人発掘オーディションに合格。

五反田で開催された「キャットファイト」にて一時期司会を担当し、その司会と漫才の模様が中京テレビにて放送されるなど、一応の結果を残すも、2009年に「スマキチ」を解散。
- 2009年、それぞれ別々に東京NSCへ15期として入学。

しかし山中は入学金を払うも一度も通っておらず、宮本は入学して目立ち始めるもバカにしてはいけない人をバカにするなど、NSCの枠に収まることができず約2か月で強制卒業（退学）。そこから数か月、二人は連絡を取らず、それぞれのお笑い活動をし、宮本は相方探し、山中はピン芸人をしていた。解散から約1年、山中から宮本に連絡が入る。宮本が働いているバーですぐに再会し、何も言わずにすぐに再結成。都内のライブを中心に活動。「この1年はとても苦しんだが、二人の考え方と絆を大きく成長させた大切な1年」と述べている。
- 2010年1月30日からリッチドッグとして再結成し、コンビ活動を本格的に始動。

5月にインターネットテレビ「流行学園.TV」に冠番組「リッチドッグのあなたの心にズッコンバッコン」を持つ。番組メンバーは佐竹なな、佐藤樹里亜、Shiffon、森林子など。また、奇抜な番組名がきっかけで『週刊ポスト』に掲載される。放送開始から番組終了までの約3年間、局内からの視聴率ランキングトップ5から脱落したことがなく、未だにその記録が破られていない。また、宮本の失言や山中の変態で必ずスタッフを怒らせる番組として局内では有名に。同番組の特番にて宮本が初の企画構成MCを担当し、好評を得る。
- 2012年、3月から東京都北区赤羽にある「湯屋わっしょい」でレギュラー出演。

1日2公演、30分ずつの舞台。また、ビンゴ大会のMCを担当し、それを見ていた関係者等から仕事の依頼をもらう。これをきっかけに各地で漫才や司会の営業をもらう。スギちゃんもここで修業しており、スギちゃんが大ブレイクした次の舞台をリッチドッグが担っている。8月、湯屋わっしょいにて、ネットロケ番組『KINGオブT』の企画構成MCを担当。湯屋わっしょいも宣伝用に使う。この撮影のDVDを9月に発売。12月31日、初の単独カウントダウンライブを行う。
- 2013年1月、「湯屋わっしょい」が東京北区赤羽を盛り上げるためにやっていたラジオ、「バネラジ」のメインパーソナリティのピンチヒッターとして務めそのままメインパーソナリティとなる。

2月、足立区主催「梅田通あった会」に漫才で唯一出演。200人の前で漫才する姿が足立区のケーブルテレビにて放送される。この時宮本が、当時足立区に住んでいる山中の住所をカメラに向かって叫ぶ。
- 2014年3月、東京タワー大展望台にて行われたライブイベント「東京タワーお笑いライブ333」に出演。

浅草で行われた、榎本健一誕生110周年記念コンテスト「エンコ芸人コンテスト」にて最優秀賞を獲得。6月、YouTubeでリッチドッグが様々な企画に挑戦。ツアーなどの動画もあげている「リッチドッグchannel」を開始。7月、上野水上音楽堂にて行われた「うえの夏祭り2014」にて総合司会を務める。8月、パチンコで勝ったお金だけで地方のファンに会いに行き、初のツアーを東北と関東で行う。夏のツアー。11月、初単独DVD「初体験。」を発売。
- 2015年1月、関東ツアーを行う。

- 2016年、SMAに所属する。

- 2021年2月、所属していたSMAを退所した[4]。

この年の夏から山中が事故物件に引っ越したことが切っ掛けとなり、部屋で体験する数々の不可解な現象を収めた動画の投稿を開始した。

## 出演歴

### テレビ
- 中京テレビ
- 足立区ケーブルテレビ

### ラジオ
- FM台東区
- FM足立区
- FMスカイラジオ

### インターネット番組
- 流行学園寄席（2013年8月 - 2014年7月) 流行学園.TV
- こんばんワッキー 黒船TV

## DVD
- 初単独DVD「初体験。」

## 著書
- ぼくらの同居人は幽霊さん お笑い芸人リッチドッグの事故物件日記（2023年5月10日）彩流社 ISBN 9784779128875

## 受賞歴
- エンコ芸人コンテスト 最優秀賞
- RYUGAKU.fes vol.3 漫才BATTLE！ 優勝

## M-1グランプリ
2015年大会からM-1グランプリに挑戦している。
- 2015年 - 1回戦敗退
- 2016年 - 1回戦敗退
- 2017年 - 2回戦敗退
- 2018年 - 2回戦敗退
- 2019年 - 2回戦敗退
- 2020年 - 1回戦敗退